# Holgert Hansson
Holgert Hansson, egentligen Holger Hansson även nämnd som Holgert Målare och Holgert konterfejare, född troligen före 1570, död 1624 i Stockholm, var en svensk konstnär och konthantverkare.
Han var gift andra gången med Gertrud Christoffersson som 1652 drev en krog i Stockholm. Han var huvudsakligen verksam runt Stockholm och var under sina sista år välbeställd husägare i staden mellan broarna. En av hans döttrar gifte sig med kyrkoherden i Vallby Olof Erici Skepperus. Man kan spåra honom i kungahovets räkenskaper från 1583 då han arbetade där med en fast årslön. Han beskrivs där som elev till Johan Baptista van Uther och räknas som den första av Vasatidens konstnärer som fått sin utbildning i Sverige. Han arbetade i början av sin konstnärsbana vid Stockholms slott med dekorationsmålning. Han började måla porträtt omkring 1599 och tar samma år in en mästersven i sin tjänst och han avlägger borgareden i Stockholm 1600. För Karl IX:s kröning 1607 utförde han de målade riks- och provinsvapnen på riksbaneret samt porträtten av Karl IX, hertig Gustaf samt prinsessorna Katarina och Margareta Elisabet. Utanför hovet anlitades han av riksamiralen Carl Carlsson Gyllenhielm för att måla en mängd porträtt av hans kungliga släktingar, numera kan inga av dessa porträttarbeten påvisas. Det enda porträtt som med säkerhet kan knytas till Holgert Hansson är Gustaf II Adolfs kopparstick i den stora kyrkobibeln från 1618 han har troligen även tecknat förlagan till Gustaf Adolfs-bilden i 1617 års stadslag. Han får tillsammans med Cornelius Arendtz en beställning på en rad porträtt 1622 som skall placeras i den nybyggda räkningekammaren på Stockholms slott. Han utförde målningarna av kungarna Erik och Johan, hertig Karl Filip, hertig Johan och hans gemål, samt Gunilla Bielke. Porträtten skulle enligt kungligt direktiv utföras med sköna och varaktiga färger. Han blev färdig med fyra porträtt före sin död, men änkan levererade porträtten av Erik XIV och Johan III 1627 efter att hon låtit förfärdiga dessa i hans ateljé.  